# 日本音楽文化協会
社団法人日本音楽文化協会（にほんおんがくぶんかきょうかい、旧字体：日本音󠄁樂文󠄁化󠄁協會）は、第二次世界大戦中の国策団体の一つ。内務省情報局と文部省の共同所管により1941年11月に設立され、1945年10月に消滅した。大日本音楽文化協会とも呼ばれる。略称、音文。
機関紙に『音楽文化新聞』『日本音楽文化協会会報』があった。

## 概要
当時の日本では軍部が勢力を持っており、ドイツを模倣して日本文学報国会や大日本言論報国会などの組織を作り、文化関連の活動を統制していた。内務省や厚生省、警視庁、大政翼賛会の後押しで設立された日本音楽文化協会もその一つで、活動内容は「日本人の作品を必ず演奏会に加える」といった音楽指導のほか、士気高揚と情操純化のための音楽会の開催、工場への音楽隊の派遣、演奏会開催の受理・不受理の決定など。山田耕筰、山根銀二、野村光一、井口基成、属啓成、諸井三郎、柴田南雄など、音楽関係者はこの協会に入らなければ紙の配給を受けられず、楽譜の入手もできなかった。
1943年（昭和18年）8月には演奏家協会と合併。東京に本部を置き、大阪と京都に支部を置いた。楽曲の制定や普及、演奏会の企画や実施、演奏会企画や演奏家の統制、対外宣伝、挺身活動など、音楽を通じた国民教化や宣伝活動を展開していたが、
日本の敗戦後、1945年（昭和20年）10月に解散した。
当時、内務省の官吏だった吉田秀和が嘱託身分で日本音楽文化協会に出向しており、晩年に当時の思い出を語っている。

## 役員一覧
- 会長 - 徳川義親
- 副会長 - 山田耕筰
- 顧問 - 岡部長景、大倉喜七郎、加藤成之、京極高鋭、近衛秀麿、武井守成、武富邦茂、徳川頼貞、乗杉嘉寿、藤山愛一郎
- 参与 - 石倉小三郎、川上淳、神戸絢子、小松耕輔、鈴木のぶ子、田辺尚雄、田村虎蔵、外山国彦、颯田琴次、永井幸次、福井直秋、堀内敬三、増澤健美、三浦環
- 名誉会員 - 田中正平、幸田延、安藤幸
- 理事長 - 辻荘一
- 理事 - 有坂愛彦、井口基成、井上武士、大木正夫、奥田良三、城多又兵衛、清瀬保二、小森宗太郎、佐藤清吉、柴田知常、鈴木鎭一、園部三郎、田中常彦、中山晋平、長坂好子、野村光一、宮田東峰、諸井三郎、山根銀二、山本直忠
- 幹事 - 高野高太郎、萩原英一、弘田龍太郎